# Façade active
 (septembre 2018).
Si vous disposez d'ouvrages ou d'articles de référence ou si vous connaissez des sites web de qualité traitant du thème abordé ici, merci de compléter l'article en donnant les références utiles à sa vérifiabilité et en les liant à la section « Notes et références ».
 (6 mai 2023).
- Si vous ne connaissez pas le sujet, laissez ce bandeau (vous pouvez alors contacter les auteurs).
- Si vous supprimez le contenu mis en cause (vous pouvez préalablement contacter les auteurs),

argumentez précisément cette suppression dans la page de discussion
(un manque de référence n'est pas un argument ; une recherche réelle de référence doit avoir été effectuée, être formellement documentée).
 (septembre 2018).
Dérivée de l’architecture cinétique, la façade active permet au bâtiment de profiter de son environnement afin d’en tirer des avantages thermiques sans sacrifier le confort de ses occupants. Cette architecture mobile s’ouvre en hiver et se ferme en été. Ainsi, cette enveloppe, majoritairement de type double peau, bénéficie des apports thermiques lorsqu’il fait froid et évite les surchauffes et les éblouissements lors de grandes chaleurs. Ce type de dispositif permet à l’architecture de s’adapter aux besoins de son utilisateur.

## Historique
La façade active tire son origine de l’évolution de la façade double-peau ainsi que du mur-rideau. Son ancêtre, le Hardwick Hall, construit en 1597 avec davantage de fenêtres (65%) que de murs marque le début la façade-rideau.
Le premier exemple de façade double date de 1903: il s'agit de l’usine Steiff construite par Eisenwerk München à Giengien en Allemagne.     
Au fil des années, l’utilisation de façades vitrées fut de plus en plus courante. Cependant, une problématique fit vite l’apparition : la prise en compte du soleil en été.  
En effet, en hiver, la façade vitrée emmagasine la chaleur produite par le soleil, ce qui réduit les dépenses énergétiques. En été, le problème étant inverse, il crée une surchauffe. Afin d’éviter cela, les architectes ont dû installer à des pare-soleil. En France, Le Corbusier construit dans les années 1930 : la Cité Refuge avec une façade-rideau. Afin de garantir des températures acceptables en été, il met en place une climatisation. Lorsque celle-ci tomba en panne en 1950, la ville de Paris le força à installer des brise-soleil. 
La façade active fit son apparition lorsque l’architecte voulut rendre ces pare-soleil mobiles afin de s’adapter au mieux aux différentes saisons sans pour autant complètement fermer le champ de vision à l’intérieur.
En 1987, à Paris, Jean Nouvel, édifie l’Institut du Monde arabe. La peau de ce bâtiment, avec ses 240 moucharabiehs dont les diaphragmes  s’ouvrent et se ferment, est l’une des premières façades actives contemporaines.

## Principe
L’intérêt principal d’une façade active est de s’adapter à son environnement. En effet, de nos jours, les nouvelles constructions doivent être de moins en moins consommatrices d’énergie. Il existe plusieurs types de façades actives, chaque architecture possédant une façon particulière de tirer parti de son implantation. 
Le principe fondamental de l’architecture active, et de la façade active, est de profiter par le mouvement des énergies gratuites disponibles sur le site :
- l’énergie éolienne ;
- l’énergie solaire ;
- la géothermie.

## Contexte environnemental
Mies Van der Rohe affirmait que « l’architecture est la volonté d’une époque traduite en espace » .
Or, notre époque est marquée par une prise en considération de notre empreinte énergétique. De nos jours de nombreux pays demandent aux bâtiments d’être de plus en plus écologiques. Par exemple, en Belgique, la région de Bruxelles-Capitale demande à chaque nouvelle construction d’être passive. L’Union européenne, quant à elle, devrait voter d’ici 2021 une loi demandant à chaque nouvelle construction d’être zéro énergie. 

## Ventilation naturelle
Il existe deux types de ventilations naturelle : 
- la première façon est d’utiliser la force du vent et l’effet de pression et dépression qu’il exerce sur le bâtiment. C’est le cas du bâtiment de Sauerbruch Hutton à Frankfurt en Allemagne, la KFW Westarkade. Par l’intégration de bouches d’aération dans sa façade, l’architecte permet à l’air à l’intérieur d’être renouvelé naturellement[2] ;

- la seconde méthode est la ventilation naturelle thermique connu sous le terme de “cheminée solaire“, qui utilise les différences de température comme énergie de mouvement. On appelle ce phénomène tirage thermique. Ce type de ventilation est souvent utilisé dans les façades double peau ou lors d’une construction avec atrium central. Ce fonctionnement est utilisé par l’architecte Ingenhoven pour la Banque d’Investissement européenne à Luxembourg en 2008[2].

## Apports solaires
Le principe fondamental de l’architecture solaire et de la façade active est de s’ouvrir vers le sud et de se fermer vers le nord. Ainsi le bâtiment profite au maximum des apports des rayons du soleil : 
- en éclairage naturel ;
- en chaleur ;
- en énergie.

Dans des projets comme l’Institut de recherche à Dubendorf en Suisse par le bureau d’architectes Gysin+Partner, l’utilisation des rayons du soleil a permis au bâtiment d’être quasiment autosuffisant. En effet, l'installation photovoltaïque sur le toit fournit 70 MWh d'électricité par an, environ un tiers de l'énergie d'exploitation (sans serveurs). L'installation solaire thermique produit environ la même quantité d'énergie que celle consommée par le réseau de chauffage du site, soit environ 24 à 26 MWh par an.

## Innovations
La façade active emploie les nouvelles technologies. Depuis quelques années, les fabricants de verre ont réussi à changer ses caractéristiques en y insérant un faible courant électrique : 
- le verre électrochrome, change de coefficient de transmission des rayons solaires ;
- le verre commutable, ou verre d’intimité, devient opaque ou transparent en fonction des besoins[4].

Les fabricants d’isolant ont, eux aussi, amélioré leurs produits avec le panneau d’isolation sous vide (PIV) qui est beaucoup plus fin que les isolants traditionnels.